# Ramon Torroja i Valls
Ramon Torroja Valls (Igualada, 25 de setembre de 1894 - Caracas, 26 de setembre de 1960) fou un mestre i pedagog català. Va dirigir l'Escola Pràctica, annexa a l'Escola Normal de la Generalitat durant la Segona República Espanyola.
Fou una de les personalitats pedagògiques més importants en l'ensenyament modern català tant per la seva tasca educadora com per la influència que va exercir en una part dels futurs mestres. En destaquen obres com "Cartilla de civisme i dret" (1931), un interessant llibre que apropava als infants els valors de la societat i l'ètica a partir de la reflexió i el pensament.
La seva tasca fou interrompuda i amagada amb la irrupció del franquisme, que el tancà el 1939 a la Presó Model de Barcelona. Des d'allà, l'any 1940 escrigué una rellevant carta a la seva filla Núria on descrivia la duresa i la degradació de les presons del primer franquisme.
Des que surt de la presó l'estiu de 1941 fins al 1948, quan marxa a l'exili, malviu fent classes privades. Les classes particulars eren la sortida d'emergència per als mestres republicans, que van ser depurats i sancionats per la dictadura franquista. L'agost de 1948 marxa a Caracas, i allà viurà fins a la seva mort, el 26 de setembre de 1960.

## Obres
- Cartilla de civisme i dret (1931)
- Lectures suggestives (1932)
- El llenguatge a l'escola (1932)
- Història de Catalunya per a nois i noies (1933)
- La nostra terra i la nostra història (1933)
- La educación moral y cívica en la escuela actual (1933)
- Carta des de la presó (1940)